# Any Man of Mine
«Any Man of Mine» — другий сингл другого студійного альбому канадської кантрі-співачки Шанаї Твейн — «The Woman in Me» (1995). У США і Канаді пісня вийшла 26 квітня 1995. Пісня написана Шанаєю Твейн і Робертом Джоном Лангом; спродюсована Робертом Джоном Лангом. Музичне відео зрежисерував Джон Дерек і Чарлі Рандаззо; прем'єра музичного відео відбулась 26 квітня 1995. Сингл отримав золоту сертифікацію від американської компанії RIAA. В 1995 пісня виграла у категорії Single of the Year на церемонії нагородження Canadian Country Music Awards та Country Music Radio Awards. В 1996 композиція була номінована на Греммі у категорії Best Country Song та Best Female Country Vocal Performance. Того ж року пісня виграла у категорії Country Single of the Year на церемонії нагородження Jukebox Awards, і у категорії Song of the Year на церемонії нагородження RPM Big Country Music Awards. Пізніше пісня увійшла до збірника Твейн «Greatest Hits» (2004).

## Музичне відео
Музичне відео зрежисерував Джон Дерек і Чарлі Рандаззо. Зйомки проходили у Санта Янез штату Каліфорнія, США 23 лютого 1995. Прем'єра музичного відео відбулась 26 квітня 1995
Відеокліп виграв у категорії Video of the Year на церемонії нагородження Canadian Country Music Award, у категорії Hottest Country Video на церемонії нагородження AOL's Online Music Award і у категорії Video of the Year на церемонії нагородження CMT Europe.

## Список пісень
CD-сингл для Британії
1. "Any Man Of Mine" — 4:06
2. "Raining On Our Love" — 4:38
3. "God Ain't Gonna Getcha For That" — 2:44
4. "Still Under The Weather" — 3:06

CD-сингл для Європи
1. "Any Man Of Mine" — 4:06
2. "Still Under The Weather" — 3:06

## Чарти
Сингл дебютував на 66 місце чарту Billboard Hot Country Songs на тижні від 13 травня 1995. 22 липня 1995 пісня досягла 1 місця чарту і провела на такій позиції два тижні. Пісня також досягла 31 місця чарту Billboard Hot 100.
Тижневі чарти
| Чарт (1995)                                 | Місце |
| ------------------------------------------- | ----- |
| Canada RPM Country Singles                  | 1     |
| UK Singles Chart                            | 187   |
| U.S. Billboard Hot Country Singles & Tracks | 1     |
| U.S. Billboard Hot 100                      | 31    |

Річні чарти
| Чарт (1995)                                 | Місце |
| ------------------------------------------- | ----- |
| Canada RPM Country Singles                  | 4     |
| U.S. Billboard Hot Country Singles & Tracks | 2     |

## Продажі
| Країна     | Сертифікація (таблиця продажів та сертифікатів) | Продажі  |
| ---------- | ----------------------------------------------- | -------- |
| США (RIAA) | Золото                                          | +500,000 |